# Montefalco rosso
Il Montefalco rosso è un vino DOC la cui produzione è consentita nell'intero territorio comunale di Montefalco, e in parte dei comuni di Bevagna, Giano dell'Umbria, Gualdo Cattaneo e Castel Ritaldi, nella provincia di Perugia.
Gli uvaggi da cui è composto sono: Sangiovese (dal 60 al 70%), Sagrantino (dal 10 al 15%), altre uve indigene fino a un massimo del 30% (tipicamente Merlot, o altri vitigni a bacca rossa autorizzati per la provincia di Perugia)
Il Montefalco rosso può essere commercializzato solamente a seguito di un invecchiamento di almeno 18 mesi. Un invecchiamento maggiore origina il Montefalco rosso riserva.

## Caratteristiche organolettiche
- colore: rosso rubino.
- odore: vinoso, caratteristico, delicato.
- sapore: armonico, asciutto, di giusto corpo.

## Abbinamenti consigliati
Selvaggina, arrosti e carni alla brace.

## Produzione
Provincia, stagione, volume in ettolitri
- Perugia (1993/94) 4084,16
- Perugia (1994/95) 3395,02
- Perugia (1995/96) 4340,56
- Perugia (1996/97) 4626,78